# Anatolij Samocwietow
Anatolij Wasiljewicz Samocwietow ros. Анатолий Васильевич Самоцветов (ur. 27 listopada 1932 w Irkucku, zm. 17 sierpnia 2014) – rosyjski lekkoatleta startujący w barwach ZSRR, specjalista rzutu młotem, medalista olimpijski z 1956.
Zdobył brązowy medal w rzucie młotem na igrzyskach olimpijskich w 1956 w Melbourne. Na mistrzostwach Europy w 1958 w Sztokholmie zajął w tej konkurencji 16. miejsce. Na igrzyskach olimpijskich w 1960 w Rzymie był siódmy.
Odnosił sukcesy w mistrzostwach akademickich. Zwyciężył na Światowych Igrzyskach Akademickich 1957 w Paryżu, a na alternatywnych igrzyskach organizowanych w tym samym roku w Moskwie przez Międzynarodowy Związek Studentów zajął 3. miejsce. Zdobył srebrny medal na pierwszej uniwersjadzie w 1959 w Turynie.
Rekord życiowy Samocwietowa w rzucie młotem wynosił 66,53 m (1960).